# Сюннерберг, Гортензия
Эва Гортензия Сюннерберг (швед. Eva Hortensia Synnerberg; 9 января 1856, Хейнола, Великое княжество Финляндское — 15 февраля 1920, Харьков) — финская оперная певица, контральто, меццо-сопрано; солистка императорского Мариинского театра и Большого театра.

## Биография
Родилась в Хейнола, в семье полковника Альберта Теодора Сюннерберга (швед. Albert Theodor Synnerberg) и его супруги Эвы Каролины Августы Бергенстроле (швед. Eva Carolina Augusta Bergenstråle).
Окончила Московский Екатерининский институт благородный девиц, в котором получила хорошее музыкальное образование. В 1875 году дебютировала с первым концертом в Гельсингфорсе, после которого получила стипендию для совершенствования вокальной техники.
С 1876 по 1878 годы обучалась в Милане у Франческо Ламперти, а с 1878 по 1880 годы была солисткой в Императорском Мариинском театре, где дебютировала с партией Зибеля в опере Гуно «Фауст».
С 1885 по 1888 годы была солисткой Большого театра в Москве. В репертуар певицы входили: партия Ратмир из оперы Глинки «Руслан и Людмила», Любаши из оперы Римского-Корсакова «Царская невеста», графини из оперы Чайковского «Пиковая дама», Амнерис («Аида», Верди), Азучены («Трубадур», Верди), Ортруды («Лоэнгрин», Вагнер).
В 1900 году завершила карьеру и ушла с большой сцены, начав карьеру преподавателя в Харьковской консерватории.
Скончалась 15 февраля 1920 года в городе Харькове.